# Tomm Moore
Tomm Moore (Newry, Irlanda del Norte, 7 de enero de 1977) es un animador irlandés. Es cofundador de Cartoon Saloon, un estudio de animación y producción, con sede en Kilkenny, Irlanda. Sus largometrajes, The Secret of Kells, Song of the Sea y Wolfwalkers, fueron nominados para los Premios de la Academia por Mejor Película Animada en 2010, 2015 y 2021 respectivamente.

## Vida personal
Moore, el mayor de cuatro hijos, nació en Newry, County Down, Irlanda del Norte. A una edad temprana se trasladó con sus padres, a Kilkenny en la República de Irlanda, donde su padre, Patrick, trabajó como ingeniero. Después de salir del Colegio San Kieran durante la escuela secundaria, estudió animación clásica en Ballyfermot College de Dublín. Fue durante su último año en Ballyfermot en 1998, que él cofundó el Cartoon Saloon estudio de animación con Paul Young, Murray Ross y Nora Twomey. El estudio creó la serie de televisión Skunk Fu!
Tomm es sobrino del reconocido cantante y compositor Kieran Goss.

## Premios y distinciones
Premios Óscar
| Año  | Categoría                   | Película                      | Resultado |
| ---- | --------------------------- | ----------------------------- | --------- |
| 2010 | Mejor película de animación | El secreto del libro de Kells | Nominado  |
| 2015 | Mejor Película de Animación | Song of the Sea               | Nominado  |